# Mikel Agu
Mikel Ndubusi Agu (Benin City, 27 mei 1993) is een Nigeriaans voetballer die bij voorkeur als defensieve middenvelder speelt. Hij stroomde in 2011 door vanuit de jeugd van FC Porto.

## Clubcarrière
In 2009 kwam Mikel in de jeugdacademie van FC Porto terecht. Op 6 februari 2014 debuteerde hij onder Paulo Fonseca voor FC Porto in de Primeira Liga, tegen Gil Vicente. Hij mocht in de blessuretijd invallen voor Josué Pesqueira.

## Statistieken
| Seizoen | Club              | Land              | Competitie         | Competitie | Competitie | Beker | Beker | Internationaal | Internationaal | Totaal | Totaal |
| Seizoen | Club              | Land              | Competitie         | Wed.       | Dlp.       | Wed.  | Dlp.  | Wed.           | Dlp.           | Wed.   | Dlp.   |
| ------- | ----------------- | ----------------- | ------------------ | ---------- | ---------- | ----- | ----- | -------------- | -------------- | ------ | ------ |
| 2012/13 | FC Porto B        | Vlag van Portugal | Segunda Liga       | 29         | 1          | 0     | 0     | —              | —              | 29     | 1      |
| 2013/14 | FC Porto B        | Vlag van Portugal | Segunda Liga       | 32         | 1          | 0     | 0     | —              | —              | 32     | 1      |
| 2013/14 | FC Porto          | Vlag van Portugal | Primeira Liga      | 2          | 0          | 0     | 0     | 0              | 0              | 2      | 0      |
| 2014/15 | FC Porto B        | Vlag van Portugal | Segunda Liga       | 3          | 0          | 0     | 0     | —              | —              | 3      | 0      |
| 2015/16 | FC Porto B        | Vlag van Portugal | Segunda Liga       | 1          | 0          | 0     | 0     | —              | —              | 1      | 0      |
| 2015/16 | → Club Brugge     | Vlag van België   | Jupiler Pro League | 2          | 0          | 0     | 0     | 0              | 0              | 2      | 0      |
| 2016/17 | → Vitória Setúbal | Vlag van Portugal | Primeira Liga      | 27         | 0          | 9     | 0     | —              | —              | 36     | 0      |
| 2017/18 | → Bursaspor       | Vlag van Turkije  | Süper Lig          | 23         | 2          | 1     | 1     | —              | —              | 24     | 3      |
| 2018/19 | → Vitória Setúbal | Vlag van Portugal | Primeira Liga      | 18         | 1          | 4     | 0     | —              | —              | 22     | 1      |
| 2019/20 | Vitória Guimarães | Vlag van Portugal | Primeira Liga      | 16         | 1          | 2     | 0     | 6              | 0              | 24     | 1      |
| 2020/21 | Vitória Guimarães | Vlag van Portugal | Primeira Liga      | 6          | 0          | 0     | 0     | —              | —              | 6      | 0      |
| Totaal  | Totaal            | Totaal            | Totaal             | 159        | 6          | 16    | 1     | 6              | 0              | 181    | 7      |

## Erelijst
| Kampioen België | 1x | 2015/16 |